# Acari (Rio Grande do Norte)
Acari is een gemeente in de Braziliaanse deelstaat Rio Grande do Norte. De gemeente telt 11.215 inwoners (schatting 2009).

## Aangrenzende gemeenten
De gemeente grenst aan Carnaúba dos Dantas, Cruzeta, Currais Novos, Florânia, Jardim do Seridó, São José do Seridó, São Vicente en Frei Martinho (PB).